# 骨螺紫
骨螺紫（#66023C）

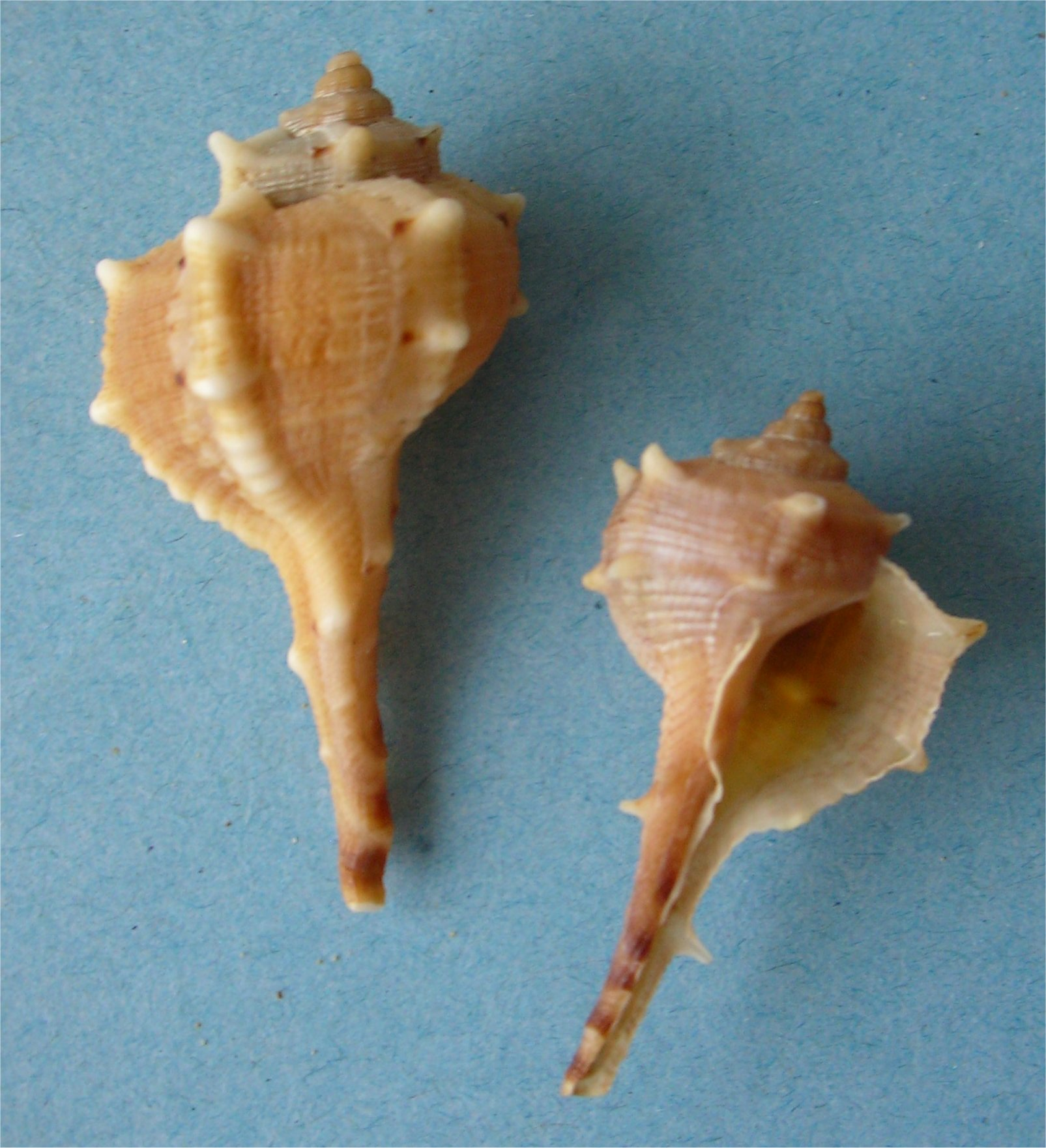
兩枚染料骨螺

骨螺紫的主要成份6,6'-二溴靛蓝的結構式

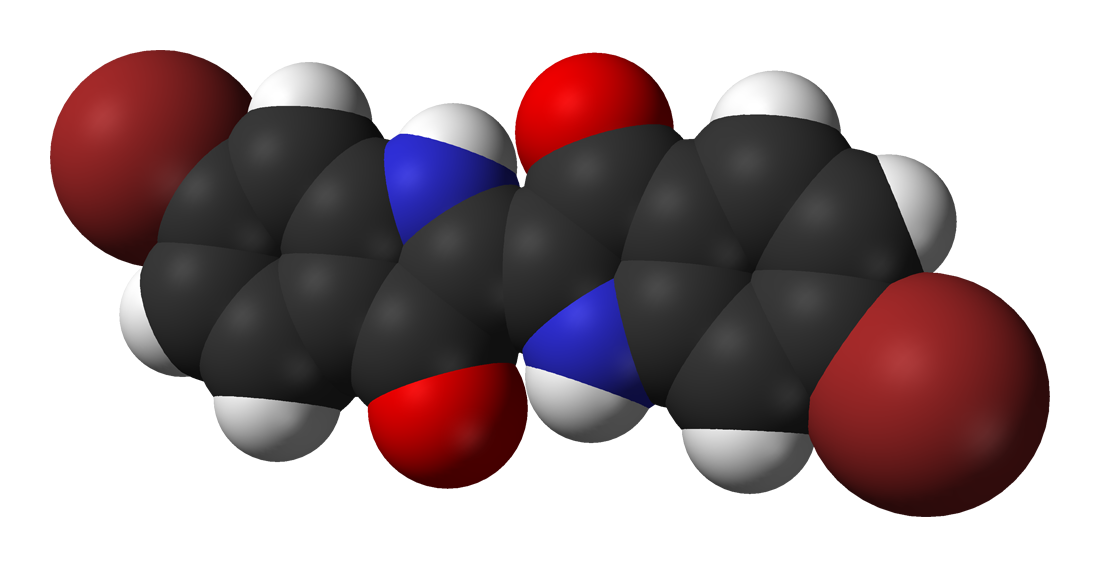
6,6'-二溴靛蓝的空間結構示意圖

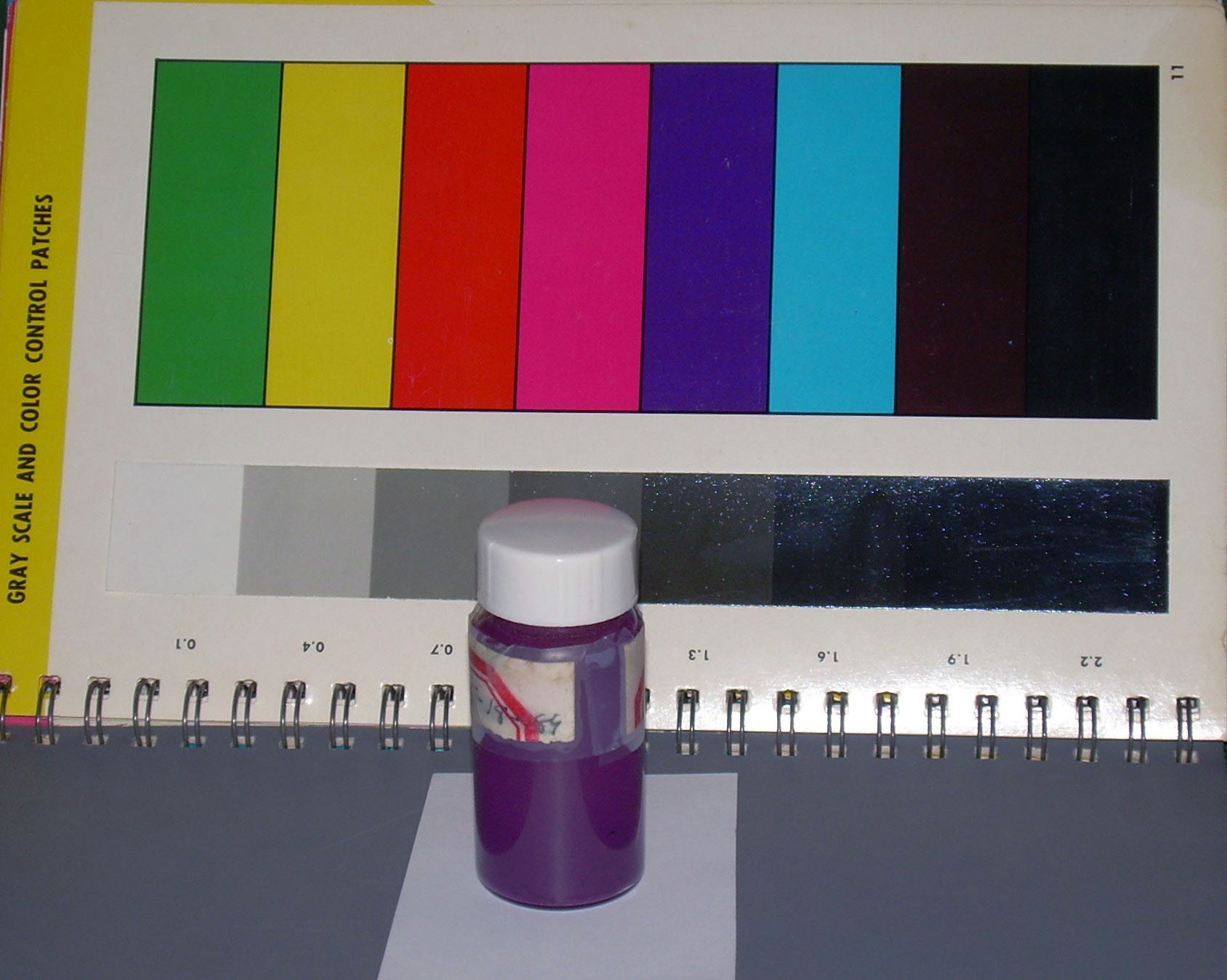
6,6'-二溴靛蓝比色

骨螺紫，也称泰尔紫（古希腊语：πορφύρα porphúra；拉丁语：purpura），又称腓尼基红、腓尼基紫、皇家紫，是一种红紫色的天然染料，它由骨螺科的贝类染成紫色。泰尔之名来自黎巴嫩的滨海城市泰尔。骨螺是海生贝类动物狭舌目的一個属（Bolinus），分佈甚廣，在热带海域尤其豐富。多種骨螺的鳃下腺可以分泌黄色黏液，在光照的作用下，粘液成为紫色。傳統認知上的主流理論認為,最早使用骨螺紫染色的是腓尼基人，他們使用地中海的染料骨螺（Bolinus brandaris）為原料，在泰尔（今屬黎巴嫩）建立了染色中心。但近年來的考古資料顯示,紫色染製工藝應該是4000年前,由青銅器時代中期,希臘愛琴文明的米諾斯人發明,隨著擴張傳播到小亞細亞,塞浦路斯,以及地中海沿岸,而並非傳統認知的腓尼基人
骨螺紫染色非常牢固，且具有理想的深度和色彩，在古代西方成為权力和地位的象征，是專屬於貴族和神職人員的服裝用色。